# Eduard Strauss II
Pour les articles homonymes, voir Strauss.

Eduard Strauss II (24 mars 1910 - 6 avril 1969), aussi connu sous le nom Eduard Leopold Maria Strauss) est un chef d'orchestre autrichien, petit-fils d'Eduard Strauss I et neveu de Johann III Strauss.

## Filmographie
- 1954 : Les Jeunes Années d'une reine : compositeur
- 1954 : Le Beau Danube bleu (Ewiger Walzer) de Paul Verhoeven : Eduard Strauss
- Der Komödiant von Wien : Johann Strauss II